# Liste der Kulturdenkmäler in Gimbsheim
In der Liste der Kulturdenkmäler in Gimbsheim sind alle Kulturdenkmäler der rheinland-pfälzischen Ortsgemeinde Gimbsheim aufgeführt. Grundlage ist die Denkmalliste des Landes Rheinland-Pfalz (Stand: 25. März 2025).

## Einzeldenkmäler
| Bezeichnung                           | Lage                                        | Baujahr                           | Beschreibung | Bild                           |
| ------------------------------------- | ------------------------------------------- | --------------------------------- | --- | ------------------------------ |
| Kriegerdenkmal                        | Eicher Straße Lage                          | 1881                              | Kriegerdenkmal 1870/71, Germania, bezeichnet 1881, Bildhauer Adalbert Castner, Berlin | Fotos hochladen                |
| Kriegerdenkmal                        | Guntersblumer Straße, auf dem Friedhof Lage | um 1930                           | Kriegerdenkmal 1914/18, Bronzeschwert in Betonkubus, um 1930; zwei reliefierte Grabsteine für Kriegsteilnehmer 1870/71 | Fotos hochladen                |
| Katholische Pfarrkirche St. Mauritius | Hauptstraße 23 Lage                         | 1824                              | klassizistischer Saalbau, 1824, Architekt Michael Bentz, Darmstadt, Erweiterung 1887, Architekt Sievers, Guntersblum, barockisierende Fassade, 1896, Dombaumeister Josef Röder, Frankfurt                                    | Fotos hochladen                |
| Rathaus                               | Hauptstraße 34 Lage                         | 1836                              | klassizistischer Putzbau, bezeichnet 1836; ortsbildprägend | Fotos hochladen                |
| Wohnhaus                              | Holunderstraße 7 Lage                       | 1819                              | Fachwerkhaus, verputzt, 1819 | BW                             |
| Spolie                                | Kirchstraße, an Nr. 13 Lage                 | 1710                              | Hauszeichen der ehemaligen Fischerherberge, bezeichnet 1710 | BW                             |
| Wohnhaus                              | Kirchstraße 31 Lage                         | 18. Jahrhundert                   | barockes Fachwerkhaus, 18. Jahrhundert | BW                             |
| Evangelisches Pfarrhaus               | Kirchstraße 38 Lage                         | 1841/42                           | klassizistischer Putzbau, 1841/42 | BW                             |
| Evangelische Pfarrkirche              | Kirchstraße 41 Lage                         | ab dem 12. Jahrhundert            | spätgotischer Chor, um 1480 (?), romanischer Turm, wohl aus dem 12. Jahrhundert, mit spätgotischem Obergeschoss, neugotisches basilikales Langhaus, 1866–68; auf dem ummauerten Kirchhof klassizistischer Grabstein, um 1834 | BW                             |
| Altes Forsthaus                       | Rathausstraße 17 Lage                       | 1721                              | barocker Krüppelwalmdachbau, teilweise Zierfachwerk, bezeichnet 1721 | weitere Bilder Fotos hochladen |
| Schulhaus                             | Schulstraße 6 Lage                          | 1894                              | spätgründerzeitlicher Klinkerbau, bezeichnet 1894 | Fotos hochladen                |
| Wohnhaus                              | Wilhelm-Leuschner-Straße 18 Lage            | erste Hälfte des 18. Jahrhunderts | barocker Krüppelwalmdachbau, teilweise Zierfachwerk, im Kern aus der ersten Hälfte des 18. Jahrhunderts | BW                             |